# Rolf Løvland
Rolf Undsæt Løvland, född 19 april 1955 i Kristiansand, är en norsk låtskrivare och musikproducent.
Løvland har skrivit två av Norges vinnande bidrag i Eurovision Song Contest, först "La det swinge", framförd av Bobbysocks (segrare i Eurovision Song Contest 1985) och "Nocturne", framförd av Secret Garden  (segrare i Eurovision Song Contest 1995).
Løvland har också skrivit "Danse mot vår" som Elisabeth Andreassen sjöng 1992 och som Secret Garden framförde i instrumental version 1995. Han har även skrivit musiken till "You Raise Me Up", texten är skriven av Brendan Graham. Låten har spelats in av bland andra Josh Groban och Westlife.

### Fotnoter
1. ↑  Store norske leksikon: Rolf Løvland
2. ↑  ”Løvland, Rolf” (på norska). Norsk pop- og rockleksikon. 6 augusti 2006. Arkiverad från originalet den 4 mars 2016. https://web.archive.org/web/20160304065210/http://mic.no/nmi.nsf/doc/art2006051815091128001373. Läst 8 december 2015.